# Kaliber 155 mm

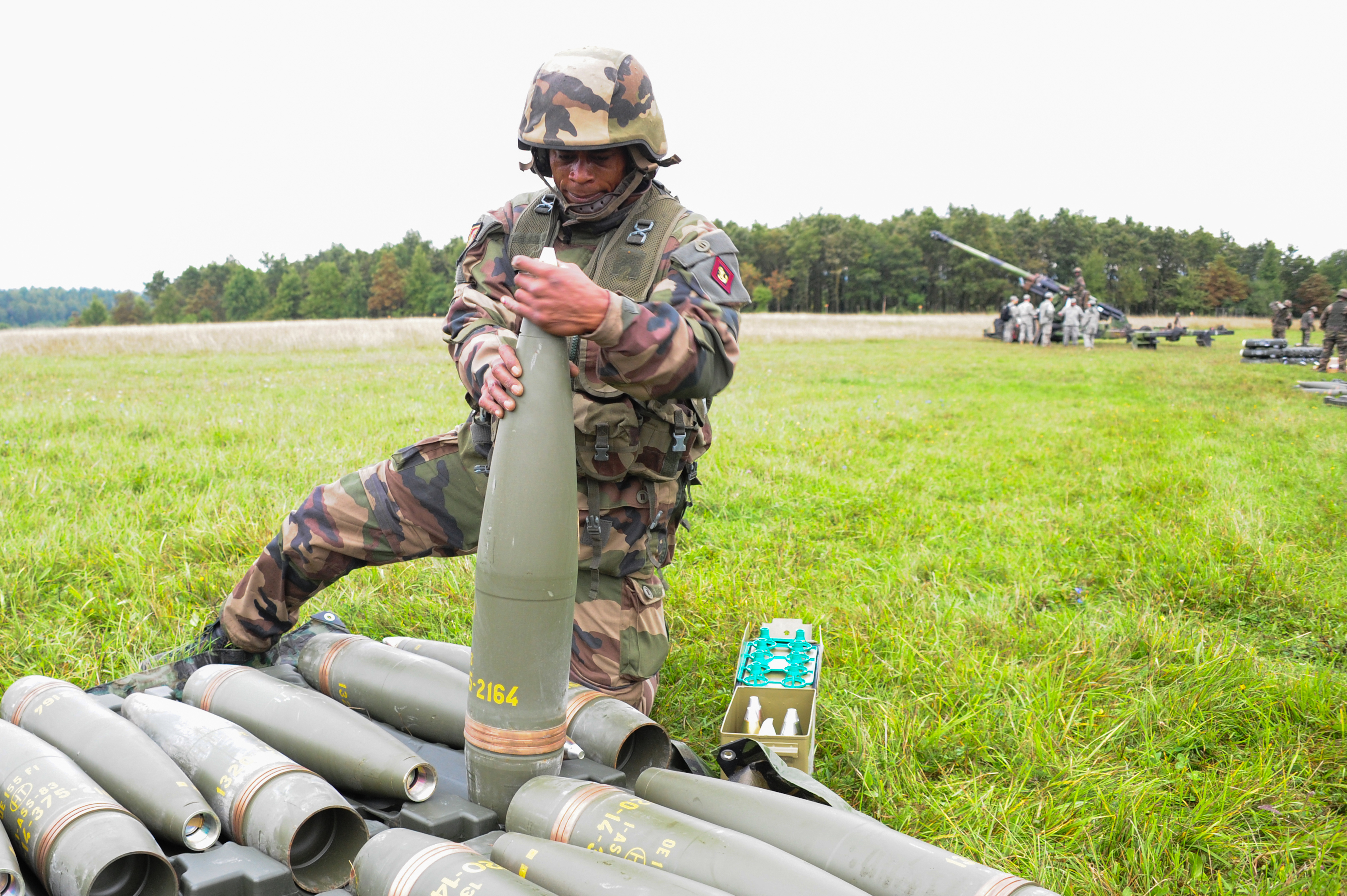
Französischer Soldat beim Aufzündern auf dem Truppenübungsplatz Grafenwöhr (2013)

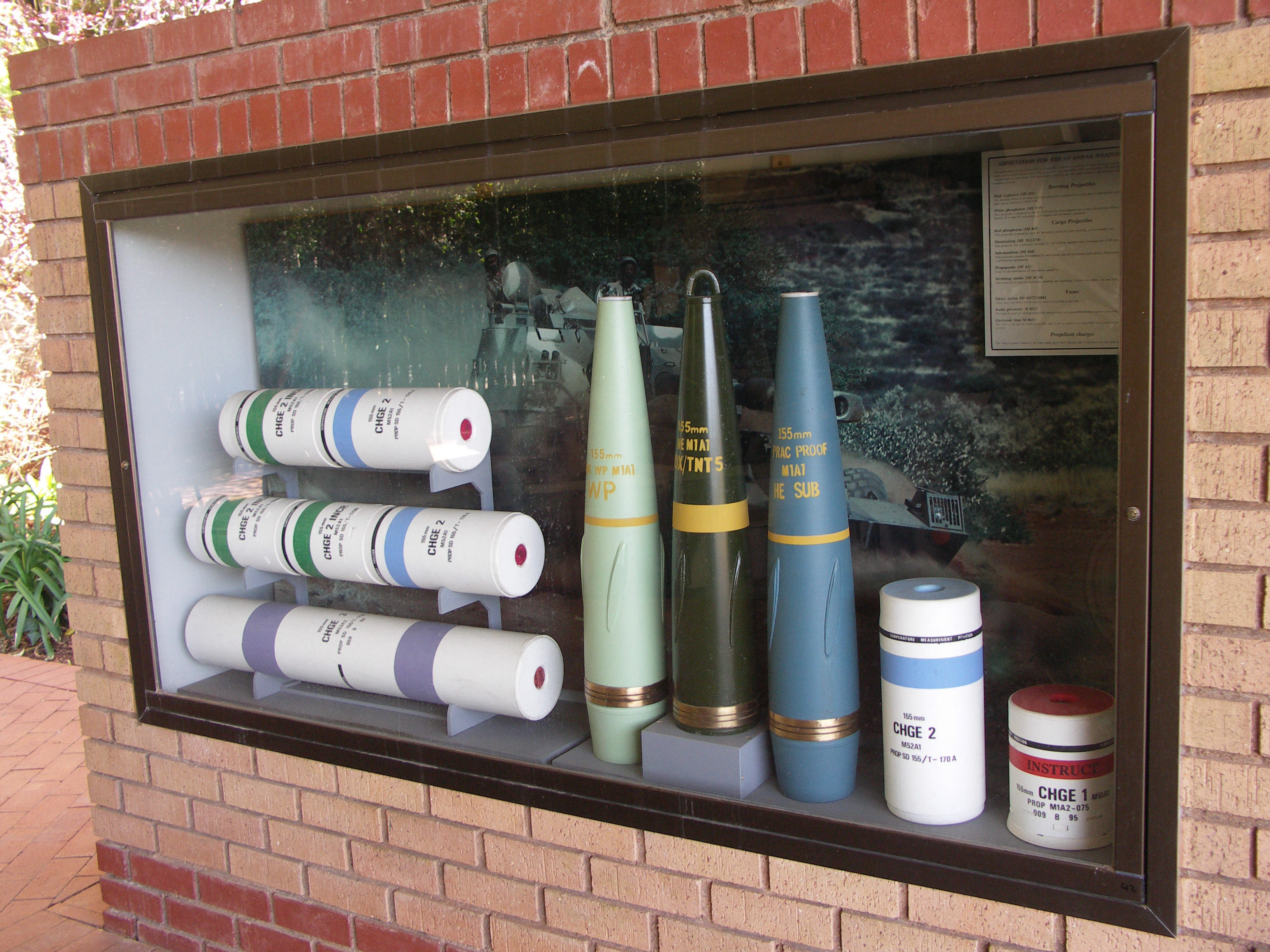
Reichweitengesteigerte Granaten im Kaliber 155 mm mit Ladungen

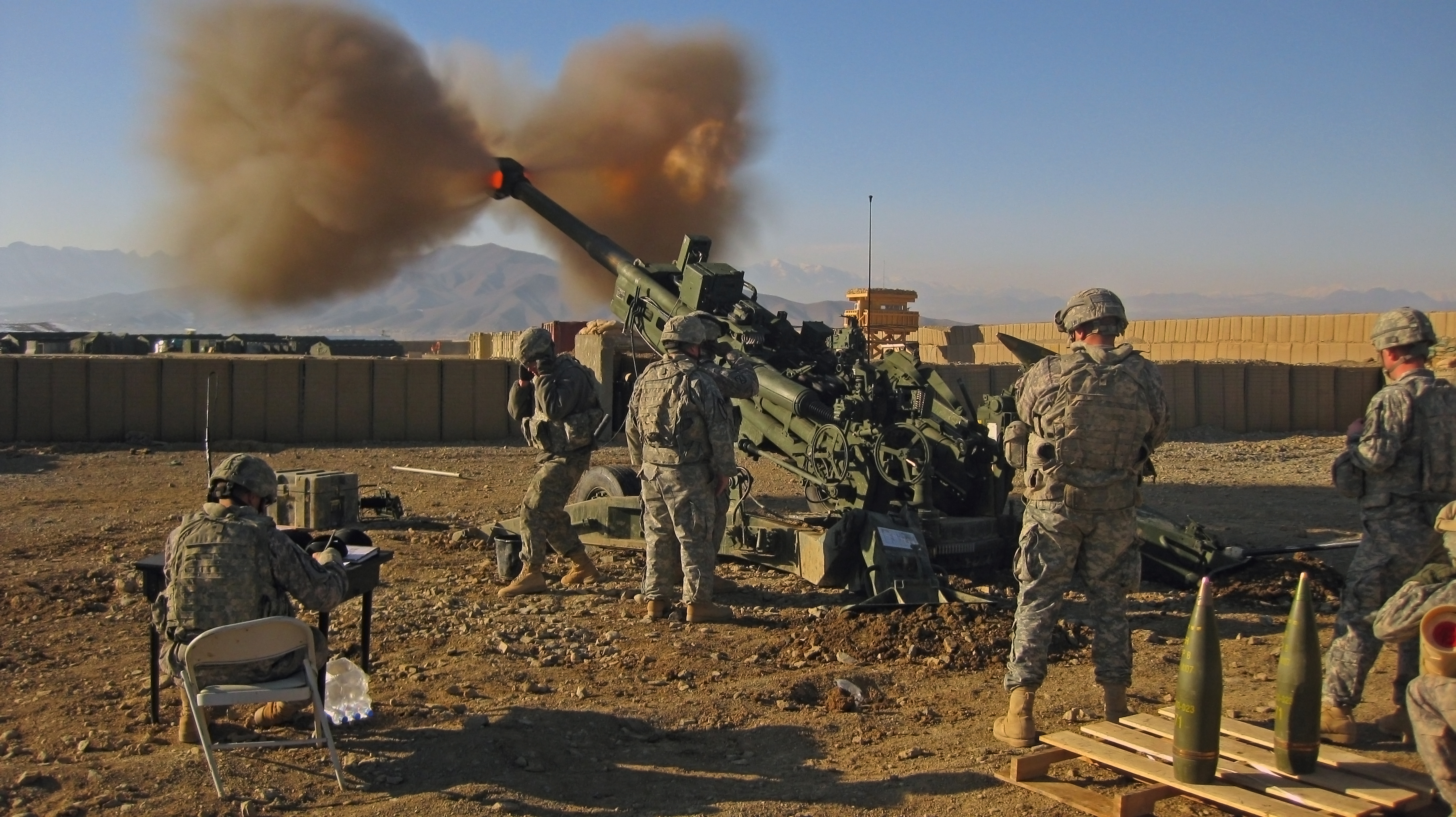
US-Soldaten verschießen 155-mm-Granaten in Afghanistan (2009)

Kaliber 155 mm (selten Kaliber 15,5 cm) ist eine bestimmte Größe für Munition für Artilleriegeschütze. Innerhalb der NATO ist diese Munition mittels STANAG zwecks Interoperabilität genormt. Somit lässt sich die Munition mit verschiedenen Geschützen verschiedener Länder verwenden.
In der Regel ist die Munition nicht patroniert, d. h. Geschoss und Treibladung sind getrennt. Vor dem Schießen wird das Geschoss mit einem Zünder versehen und Treibladungsbeutel in der jeweils benötigten Stärke werden im Geschütz hinter das Geschoss eingelegt.
Das Kaliber 155 mm wurde erstmals bei der Canon de 155 mm long modèle 1877, welche nach dem Deutsch-Französischen Krieg 1870/71 für die französischen Streitkräfte entwickelt wurde, gewählt. Moderne Artilleriemunition in diesem Kaliber verwenden HEER oder Extended-Range-Full-Bore-Geschosse.
Die in großen Stückzahlen produzierte Panzerhaubitze M109 verwendet Kaliber 155 mm. In Deutschland verwenden unter anderem die Panzerhaubitze 2000 und ehemals die Feldhaubitze 70 das Kaliber 155 mm.
In den ehemaligen Ostblockstaaten und deren wichtigsten Handelspartnern spielt das Kaliber 152 mm für Artilleriegeschütze eine ähnliche Rolle.

## Beispiele für Munition
- M107 Sprenggranate, die preisgünstigste Munition und seit dem Zweiten Weltkrieg im Einsatz
- M795 gegenüber dem M107 verbessertes und weit verbreitete Standard-Geschoss
- Copperhead, für lasermarkierte Ziele
- SMArt 155, mit Suchzünder-Submunition gegen gepanzerte Ziele
- BONUS, mit Suchzünder-Submunition gegen gepanzerte Ziele
- M982 Excalibur, GPS-gelenkte Munition
- Vulcano unterkalibrige und reichweitengesteigerte, teilweise gelenkte Geschosse
- NM 269 HEER-Geschoss mit großer Reichweite
- Assegai ERFB-Geschoss mit großer Reichweite
- M9703 V-LAP-Geschoss mit sehr großer Reichweite
- DM 121 Standardgeschoss der Bundeswehr für die PzH 2000